# フラップ閉鎖
フラップ閉鎖（フラップへいさ）とはボルトと機関部の間にフラップと呼ばれる可動部品を噛み合わせて閉鎖を成立させる銃の閉鎖方式の1つである。
動作の仕組みとしては、19世紀末にフランスのポール・ダーシュ(Paul Darche)とスウェーデンのホルステン・フリーベリ(Holsten Friberg)、1907年にドイツのポール・マウザー(Paul Mauser)がそれぞれ考案した3種類の機構へと分けられるが、一般的には一纏めに扱われている。
19世紀末から20世紀初頭における自動火器の黎明期ではそれぞれが各国でショートリコイルやガス圧作動方式といった各種の動作方式と組み合わされて用いられていたが、現代では稀な方式となり一部の銃器でのみ用いられているのみである。

## 構造
3種類の機構それぞれで部品のレイアウトや動作が異なるため、以下に分けて解説する。

### ポール・ダーシュ式
ボルトの左右側面にフラップが前端を軸に固定して配置され、フラップの後端が機関部内壁の左右に設けられた凹に向けて嵌まるように開く事でボルトの後退を妨げて閉鎖する機構。
フラップが閉じた状態では撃針の前進を妨げる事で閉鎖不良状態での暴発を防ぐ事が出来る。
現代でポール・ダーシュ式の採用例が多い中国ではボルトの左右で開閉するフラップを魚のえらに見立てて魚鰓式閉鎖と呼称する場合がある。

### ホルステン・フリーベリ式
ボルトの左右側面にフラップが中央付近ないし後端を軸に固定して配置され、フラップの前端にある鉤形のロッキングラグが機関部内壁の左右に設けられた凹に向けて嵌まるように開く事でボルトの後退を妨げて閉鎖する機構。
フラップが閉じた状態では撃針の前進を妨げる事で閉鎖不良状態での暴発を防ぐ事が出来る。

### ポール・マウザー式
機関部の左右内壁にフラップが後端を軸に固定して配置され、フラップの前端がボルト後端を支えるように開く事でボルトの後退を妨げて閉鎖する機構。

## 採用例

### ポール・ダーシュ式
- モシン-ブロイニンク(Mosin-Bräuning)半自動小銃
- DP28軽機関銃
- AVS36半自動小銃[注 2]
- DShK38重機関銃
- RPD軽機関銃
- MG 51
- エリコンKD35mm機関砲
- 77式高射機槍
- 85式高射機槍
- Kordun[5]
- 87式自動榴弾発射器
- Ulfberht半自動狙撃銃[6]

### ホルステン・フリーベリ式
- フリーベリ/シェルマン(Friberg/Kjellman)半自動小銃[7]
- Gew41半自動小銃 (ワルサー設計)
- Gew43半自動小銃
- EM-2自動小銃
- W85式高射機槍

### ポール・マウザー式
- マウザー06/08半自動拳銃
- マウザー1916自動小銃